# قصر أبي دانس
قصر أبي دانس أو الكاسر دو سال (بالبرتغالية: Alcácer do Sal‏) وهي بلدة تتبع بلدية الكاسر دو سال في البرتغال. وتعد واحدة من أكثر المناطق رطوبة في البرتغال، حيث تقع على مصب نهر سادو، مما يجعلها من المناطق المميزة لمراقبة الطيور على مدار العام.

## توأمة
لقصر أبي دانس اتفاقيات توأمة مع كل من:
- بوندي
- Mocuba [الإنجليزية]‏

## أعلام
- بيدرو نونيز
- كيكو
- باولو ريناتو
- جواو، كونستابل البرتغال